# Nacafkand
Nəcəfkənd, ook Necafkand, is een dorp (kəndi) in het district Qusar in Azerbeidzjan. De plaats telt 341 inwoners.
Het ligt vlak bij de grens met de Russische republiek Dagestan.